# Tarlan Ahmadov
Tarlan Ahmadov   (Shirvan, 17 de novembre de 1971) és un exfutbolista azerbaidjanès de la dècada de 1990 i entrenador.
Fou 73 cops internacional amb la selecció de l'Azerbaidjan.
Pel que fa a clubs, defensà els colors de Neftchi Baku, Térek Grozni, Fàkel Vorónej i Anjí Makhatxkalà, entre d'altres.
Posteriorment ha estat entrenador.